# Ricardo Torres Gavela
Ricardo Torres Gavela (Quito, Ecuador, 16 de noviembre de 1953) es un médico ecuatoriano especialista en Pediatría, título obtenido en Italia. Graduado en la Universidad Central del Ecuador, en la Facultad de Medicina; médico y poeta galardonado; funda y dirige en San Francisco del Cabo una institución "Fundación Cabo San Francisco" empeñada en el desarrollo sustentable de la población y atiende gratuitamente a pacientes de pocos recursos de manera periódica. Contrae matrimonio con Marie Madeleine Berrini Brun de nacionalidad suiza y procrean a Joseph Marie, Manuel Sebastián y Ricardo Francisco Torres Berrini. Habla español, italiano, francés e inglés.

## Datos biográficos
Nació en Quito, Ecuador, el 16 de noviembre de 1953. Fue su padre el José Ricardo Torres Vargas, médico especialista en Ginecología y Obstetricia, fue uno de los fundadores de la Maternidad Isidro Ayora y Fanny María Beatriz Gavela Suárez. Entre sus ancestros están el médico José Guillermo Torres Ordóñez; el doctor Guillermo Ordóñez, médico y profesor de la Facultad de Medicina quien ocupa el Decanato de dicha Facultad; su abuelo paterno fue el Dr. José Guillermo Torres Ordóñez, preceptor de la Cátedra de Anatomía en la Facultad de Medicina de Quito; cuenta también de la línea materna con el Dr. Luis Alberto Gavela Ordónez, médico de la Sala San Vicente en el Hospital Psiquiátrico San Lázaro y poeta contemporáneo. 
Los estudios Primarios los realiza en la Escuela de los Hermanos de la Doctrina Cristiana de San Juan Bautista de la Salle; los estudios Secundarios en el Colegio San Gabriel, regentados por la Compañía de Jesús en la ciudad de Quito. Contrae matrimonio con Marie Madeleine Berrini Brun de nacionalidad suiza y procrean Joseph Marie (1975), Manuel Sebastián (1978) y Ricardo Francisco Torres Berrini (1980).

## Estudios Académicos
Realiza estudios universitarios en la Facultad de Medicina de la Universidad Central del Ecuador en la ciudad de Quito y se gradúa en el año de 1981. Viaja a Europa y llega a Génova, Italia en donde realiza un Curso de Clínica Pediátrica; posteriormente, en Bélgica en la ciudad de Arlon, en la Fundación Universitaria Luxemburguesa obtiene una Certificación en Estudios Profundos en Gestión de Aguas y Salud Pública en el año de 1994; finalmente en Ginebra, Suiza obtiene una Maestría en Antropología Estudios del Desarrollo en el Institut Universitaire d´études du Développement, entre 2001 a 2002, en el IUED, Adscrito a la Universidad de Ginebra, Suiza.

## Ejercicio Profesional
Para ejercer la Medicina en Ecuador se requiere realizar un año de práctica en la zona rural y el doctor Ricardo Torres, permanece un año de trabajo en la población de Pintag, como Director Médico Rural del Subcentro de Salud; luego es designado médico tratante de Psiquiatría en el Centro de Reposo “San Juan de Dios” ubicado en el Tingo, cercano a la ciudad de Quito en el año de 1983; en ese mismo año realiza su actividad profesional en calidad de médico practicante en el Hospital Gineco-Obstétrico “Isidro Ayora” de la ciudad de Quito.
En el año de 1985 viaja a Europa y realiza una Pasantía de Clínica Pediátrica en el Hospital de la Universidad de Génova, Italia, luego hace una pasantía en el Instituto "Giannina Gaslini", en la Sala de Terapia Intensiva y finalmente en el mismo Instituto asiste a la Sala de Dermatología y culmina los estudios en Pediatría.
En el año de 1999 a 2001 se desempeña como Asesor Médico de la Cruz Roja Suiza, dentro del Programa de Cooperación para el Desarrollo en América Latina, como parte de Ecuador. De la misma forma, entre 1986 y 1991 es Educador para la Salud y Asesor Científico-Cultural de la Asociación de Trabajadores de la Cultura de Cotopaxi.
Se ha desempeñado como Secretario General y Director Médico de la “Fundación para el Desarrollo Social Cabo San Francisco” ubicado en la Provincia de Esmeraldas desde 1996-2011; con regularidad se ha organizado Campañas de Atención Primaria de Salud con la entrega gratuita de medicinas, con la colaboración de médicos voluntarios.
Atiende a sus pacientes privados en la parroquia de Alangasí, ubicado en las cercanías de la ciudad de Quito y asiste y dirige la Corporación Ecuatoriana de Escritores Médicos, cuya sede se encuentra en el Museo de Historia de la Medicina “Eduardo Estrella Aguirre”.
En el campo literario ha realizado un buen aporte a la cultura; la influencia de la familia ha sido un estímulo, con sus tíos dedicados a la medicina y al arte; incursiona muy tempranamente en la escritura y en el año de 1971 (18 años) participa en el XIII Concurso Nacional de Poesía Ismael Pérez Pazmiño y recibe la V Mención de Honor; en el año de 1999 es triunfador del Concurso de Poesía que organiza el Colegio de Médicos de Pichincha y el año de 2010 se hace acreedor al Premio Médico del Año 2010 “Ricardo Paredes Romero” por Actividades Literarias que le concede el Colegio de Médicos de Pichincha. 
Su obra importante ha sido “Oda Yacu”, “Quito Insepulta”, “Mercado de Pulgas”; en ensayo “Compromiso de los Científicos, los académicos y los poetas con la vida”. Ha sido el gestor y fundador de la Revista “Pedrada Zurda” en la que han participado gente de diversa actividad humana; concurre a la Reunión Anual de la Unión Mundial de Escritores Médicos, de donde surge la idea de formar un grupo de médicos dedicados al Arte Literario en Ecuador  y a partir de abril de 2007 se consolida la Unión Ecuatoriana de Escritores Médicos; esta organización cultural que por razones legales con el Ministerio de Cultura toma el nombre de Corporación Ecuatoriana de Escritores Médicos.

## Médico y Humanista
Como médico se ha desempeñado en un área tan sensible para la Humanidad como es la Pediatría, se ha contagiado de lo hermoso del milagro de la vida, del proceso evolutivo del desarrollo humano, que lo considera un verdadero milagro. La afición a las letras le ha enriquecido con la lectura diaria, que se puede decir es un verdadero erudito; la apertura y conocimiento de la diversidad cultural le ha abierto el pensamiento para manejar las distintas opiniones del mundo; por tal razón, su poesía es un reclamo al mundo actual sobre la voracidad en el manejo del ambiente, de la flora y fauna. Es dura su poesía cuando clama por cambios políticos que permitan una vida sana para el hombre.
Su dedicación en las actividades culturales le llevó a fundar la Unión Ecuatoriana de Escritores Médicos, que más tarde, cambia por razones jurídicas del Estado ecuatoriano a Corporación Ecuatoriano de Escritores Médicos, en la sede del Museo Nacional de Historia de la Medicina se desarrollan eventos culturales como Recitales de Poesía, se realiza Exposiciones de Pintura, se escuchan conferencias sobre Arte o Historia de la medicina.
Su vocación médica le lleva a visitar San Francisco del Cabo, una parroquia olvidada a través de la historia y ubicada en la zona sur de la provincia de Esmeraldas; población sin obras sanitarias, sin medios de comunicación, poco menos que imposible llegar en época de invierno en sus primeros años de visita; esto le motiva para llegar a la gente y realiza caravanas médicas, ofrece atención en salud a todo aquel que necesita ayuda, luego realiza la Fundación Cabo San Francisco para ayudar al desarrollo artesanal y cultural en aquel lugar.

## Membresía
Miembro de Federación de Médicos de Ecuador
Miembro del Colegio de Médicos de Pichincha
Miembro de la Sociedad Ecuatoriana de Escritores, SEDE.
Miembro Fundador y Presidente de la Fundación San Francisco del Cabo, Esmeraldas
Miembro de la Unión Mundial de Médicos Escritores. UMEM.
Miembro Fundador de la Corporación de Escritores Médicos Ecuatorianos, CEEM.
Miembro del Ateneo Ecuatoriano
Miembro Fundador de la Sociedad Ecuatoriana de Bioética. SEB
Miembro de la International Society of Ecosystem Health. ISEH.
Miembro Fundador de la Revista Pedrada Zurda
Miembro del Centro de la Cultura Médica Ecuatoriana
Miembro Fundador y Presidente de la Corporación Ecuatoriana de Escritores Médicos
Miembro de la Asociación de Trabajadores de la Cultura de Cotopaxi. ATCC.

## Honores y premios
Mención de Honor en el Décimo Tercer Concurso Nacional de Poesía “Ismael Pérez Pazmiño”. Guayaquil. Ecuador. 1971
Primer Premio del Concurso de Poesía “Colegio Médico de Pichincha”. Quito. 1999.
Premio “Dr. Ricardo Paredes Romero, 2010” como Médico del Año, otorgado por el Colegio Médico de Pichincha al Médico destacado en actividades Literarias.

### Trabajos Literarios Publicados
- Torres Gavela, Ricardo. 1974. Mientras las Cadenas Danzan sobre el Cadáver. Cuzco. Perú.

- Torres Gavela, Ricardo. 1975. Biografías acalladas. Quito.

- Torres Gavela, Ricardo. 1975. Agua-Cero. Quito.

- Torres Gavela, Ricardo. 1975. Cuatro Poemas. Quito.

- Torres Gavela, Ricardo. 1976. Sobre Papel Chamuscado. Quito.

- Torres Gavela, Ricardo. 1978. Con Cuchillo de Palo. Quito.

- Torres Gavela, Ricardo. 1978. Revista de Arte y Literatura “Pedrada Zurda”. Quito. 1978.

- Torres Gavela, Ricardo. 1981. Campo Grande. Latacunga.

- Torres Gavela, Ricardo. 1987. Memorándum de Allanamiento. Quito.

- Torres Gavela, Ricardo. 2012. En caso de fallecer. Riobamba: Casa de la Cultura Ecuatoriana “Benjamín Carrión”, Núcleo del Chimborazo. ISBN 978-9978-386-20-0

- Torres Gavela, Ricardo. 2015. Premonición política en la poesía de Nicanor Parra y un artefacto inédito. Cusco, Perú: Sieteculebras, revista andina de cultura. (38): 12-18.